# 諾福克郡與諾里奇千禧圖書館
諾福克郡與諾里奇千禧圖書館（英語：Norfolk and Norwich Millennium Library）是位於英國諾福克郡諾里奇的公共圖書館，位於聖彼得曼科羅夫特教堂對面的多功能建築『論壇』中，建於1994年燒毀的前諾里奇圖書館遺址上，建築由霍普金斯建築事務所設計，2001年10月完工。該建築為東英格蘭『千禧計畫』的一部分。

## 外部連結
- Norfolk and Norwich Millennium Library（页面存档备份，存于）
- NORFOLK AND NORWICH MILLENNIUM LIBRARY - THE FORUM

52°37′39″N 1°17′26″E / 52.62750°N 1.29056°E